# 孙秀芳
孙秀芳（1954年—），江苏海安人，汉族，中华人民共和国政治人物、全国人民代表大会江苏地区代表。
担任江苏晨朗电子集团有限公司董事长。2008年起担任全国人大代表。2013年，被选为全国人大代表。